# لغات غانا

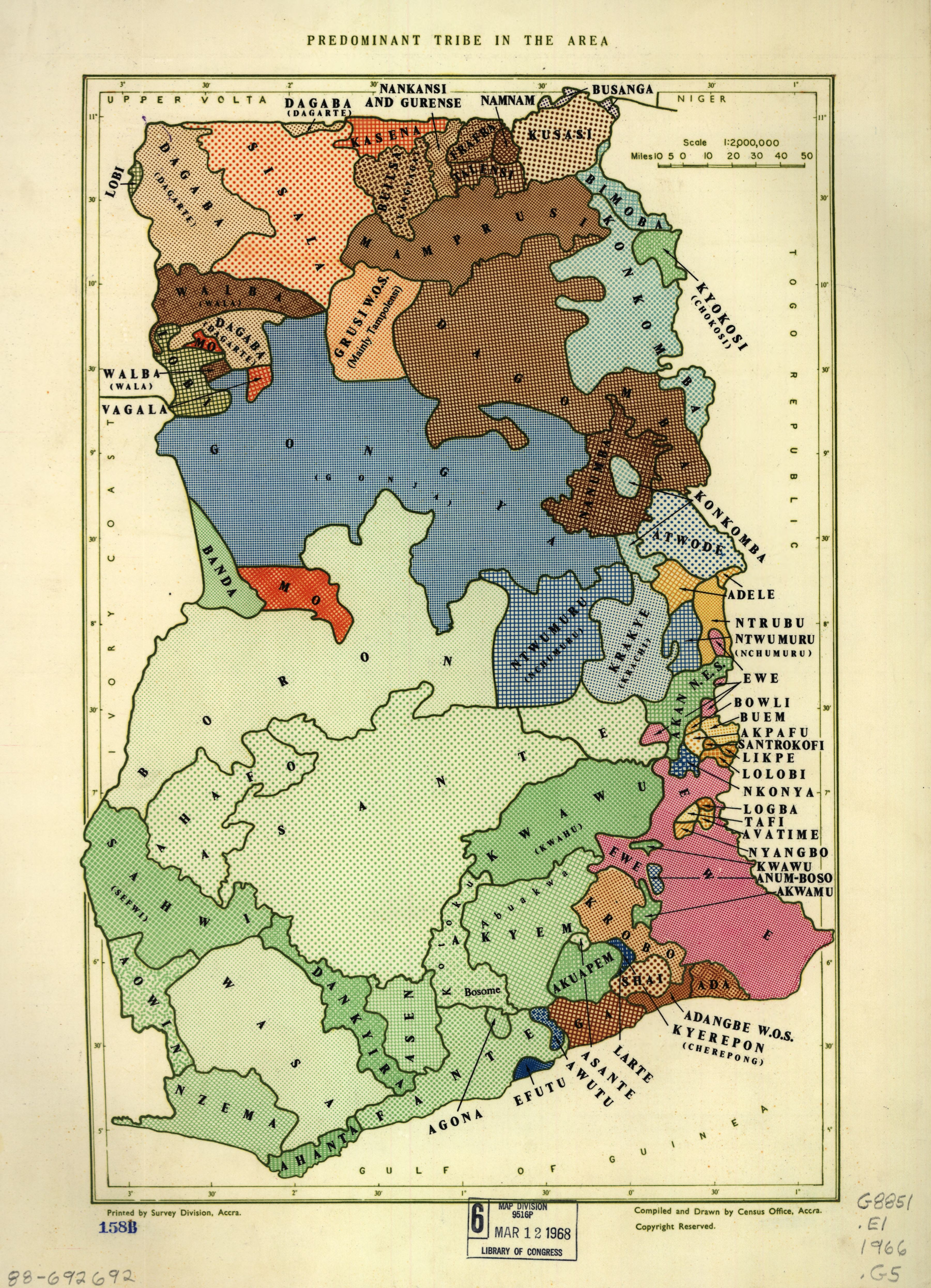
خريطة توضيحية تبيّن التقسيمات اللغوية والعرقية في غانا حسب المناطق

غانا دولة متعددة اللغات تتكلم فيها أكثر من ثمانين لغة. تعتبر اللغة الإنجليزية، الموروثة من الحقبة الاستعمارية هي اللغة الرسمية وكذلك لغة التخاطب بين مختلف القبائل. تعد اللغات الأكانية اللغة الأكثر استخداما من بين اللغات الأصلية لغانا.
تتواجد في غانا أكثر من سبعين مجموعة عرقية، لكل منها لغتها المتميزة. عادة ما تكون اللغات التي تنتمي إلى نفس المجموعة العرقية مفهومة بشكل متبادل. مثلا فلغتا دغبانلي ومامبيلي في المنطقة الشمالية ، مفهومة بشكل متبادل مع لغتي فرافرا و والي في المنطقة الغربية العليا من غانا. السبب هو كون هذه اللغات الأربع هي من نفس الأصل, وهو عرق مولي دغباني.
تتمتع إحدى عشرة لغة بوضع لغات ترعاها الحكومة: ثلاث لغات أكانية (أكوابي، توي وفانتي) واثنتان من لغات مولي دغباني العرقية (داغاري و دغبانلي). اللغات الأخرى هي إيوي ودانغمي وغا ونزيما وغونجا وكاسيم.